# Ubehebe Crater
Ubehebe Crater – największy krater wulkaniczny na polach wulkanicznych, w północnej części Doliny Śmierci, w Parku Narodowym Doliny Śmierci, w Kalifornii.

## Etymologia
"Ubehebe" często błędnie tłumaczy się jako "Duży kosz w skale" ale Pajutowie po raz pierwszy użyli tej nazwy w stosunku do wysokiej na 5678 stóp (1730 m) góry Ubehebe Peak, leżącej 38 km na południowy zachód od krateru, na zachód od Racetrack Playa, na wysokości monolitu Grandstand. Nie wiadomo w jaki sposób nazwa ta przylgnęła do kraterów. Dla Indian Timbisha krater znany jest jako "Tem-pin-tta- Wo’sah", co znaczy Kosz kojota.

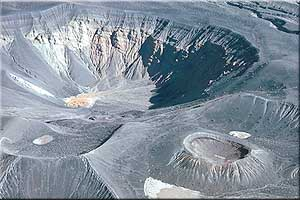
Widok pola wulkanicznego Ubehebe z lotu ptaka.
Na dole, po prawej krater zwany Little Hebe.

## Geografia
Miejsce to znajduje się na północnym końcu gór Cottonwood. Na polach wulkanicznych znajduje się kilkanaście kraterów, tworzących odizolowaną grupę kraterów typu maar. Wśród nich największe: Ubehebe i Little Hebe.
Krater Ubehebe ma około kilometra szerokości (3460 m obwodu) i 150–237 m głębokości. Około 720 m na południe od niego znajduje się mniejszy krater, zwany Little Hebe (Mały Hebe).
Wiek kraterów szacuje się na 2–7 tys. lat, więc pod względem geologicznym są dosyć młode.